# Marit Nybakk

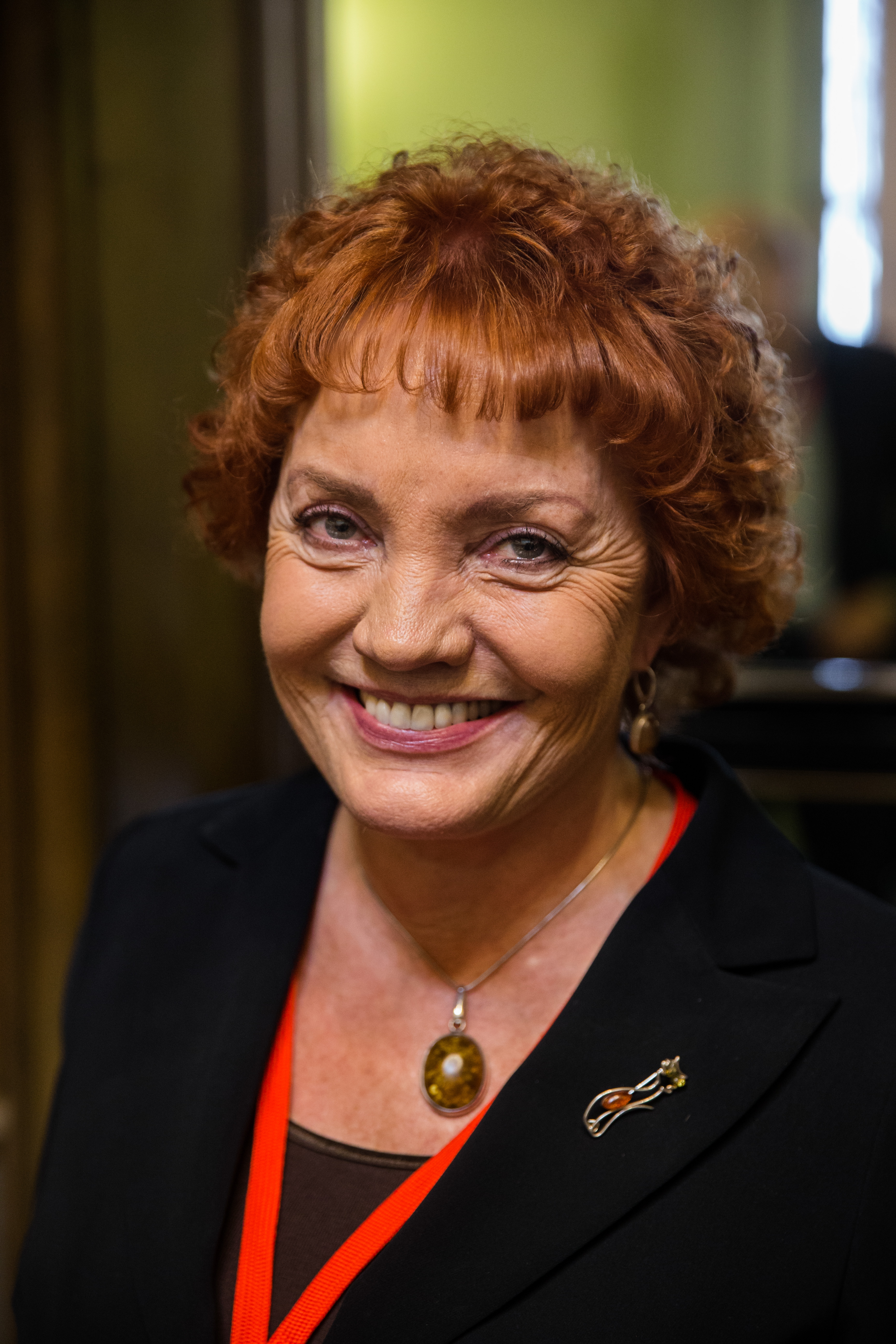
Marit Nybakk

Marit Nybakk (* 14. Februar 1947 in Nord-Odal) ist eine norwegische Politikerin der sozialdemokratischen Arbeiterpartei. Sie war von 1986 bis 2017 Mitglied des Stortings und war seit 2013 dessen 1. Vizepräsidentin, war im Jahr 2013 Präsidentin des Nordischen Rates und war von 2016 bis 2018 Präsidentin der Norsk Kvinnesaksforening.

## Ausbildung
Nybakk studierte Englisch, Französisch und Politikwissenschaften in Oslo, Paris und Cambridge und schloss ihr Studium mit dem Candidata-Magisterii-Examen ab. Sie studierte auch Theater in Stratford-upon-Avon im Jahr 1974. Sie begann ihre politische Laufbahn als Studentenpolitikerin und war Mitglied des Senats der Universität von Oslo 1973–1974 und Präsidentin des Internationalen Hilfsfonds der norwegischen Studenten und Akademiker 1977–1981.

## Abgeordnetentätigkeit
Sie war von 1986 bis 2017 für den Wahlkreis Oslo Mitglied des norwegischen Parlaments, des Stortings. Sie wurde ursprünglich 1985 als stellvertretende Abgeordnete gewählt und rückte 1986 für Gro Harlem Brundtland als Abgeordnete nach, als Brundtland Premierministerin wurde. Sie wurde in den Jahren 1989, 1993, 1997, 2001, 2005, 2009 und 2013 als Abgeordnete für den Wahlkreis Oslo wiedergewählt.
Sie war von 2001 bis 2005 Vorsitzende des Ständigen Ausschusses für Verteidigung und von 2005 bis 2009 stellvertretende Vorsitzende des Ständigen Ausschusses für auswärtige Angelegenheiten. Von 2009 bis 2013 war sie 3. Vizepräsidentin des Stortings und von 2013 bis 2017 1. Vizepräsidentin des Stortings.

## Internationale Ämter
Nybakk war im Jahr 2013 Präsidentin des Nordischen Rates.
Sie war auch Vorsitzende der sozialdemokratischen Fraktion in der Parlamentarischen Versammlung der NATO.

## Andere Ämter
Sie war von 1987 bis 1988 Vorsitzende des Norwegischen Rates für Entwicklungshilfe.
Von 2016 bis 2018 war sie Präsidentin der Norsk Kvinnesaksforening.
Sie ist Mitglied des Rates der Organisation SOS-Kinderdorf in Norwegen.